# I tre Bill
I tre Bill (en español, Los tres Bill) es una historieta italiana del Oeste de la casa Editrice Audace (hoy Sergio Bonelli Editore), creada por Gian Luigi Bonelli en 1952. Los dibujos son de Giovanni Benvenuti, Roy D'Amy y Carlo Porciani.
Fueron publicados 27 números semanales, posterioriemente reeditados en otras colecciones como Avventure del West, Collana Rodeo o Tutto West. El éxito obtenido llevó a editar otra serie, Il ritorno dei tre Bill (El regreso de los tres Bill).

## Argumento
La historieta narra las dinámicas aventuras de los hermanos Bill: el taciturno y sombrío Black, el alegre y vigoroso gigante Sam y el joven Kid, inspirados respectivamente en los actores estadounidenses John Carradine, Victor McLaglen y Montgomery Clift. Para cumplir un juramento hecho al padre moribundo, los tres hermanos utilizan las armas sólo cuando no hay otra alternativa, tratando de no matar a nadie.

## Crossovers
Los tres Bill han sido protagonistas de un cruce con Tex Willer, otro personaje del Oeste creado por Gian Luigi Bonelli, en una historieta de Mauro Boselli y Alessandro Piccinelli publicada en octubre de 2020.